# Hemistola vernaria
Hemistola vernaria är en fjärilsart som beskrevs av Ignaz Schiffermüller 1775. Hemistola vernaria ingår i släktet Hemistola och familjen mätare. Inga underarter finns listade i Catalogue of Life.